# Shabda
Śabda (en sanskrit IAST ; devanāgarī : शब्द) signifie « son ». Dans la philosophie du Sāṃkhya, śabda est l'objet de perception (Tanmātra) associé à l'organe des sens (Jñānendriya) appelé « śrotra » (sens de l'ouïe).

## Dans le Sāṃkhya
Dans le système philosophie du Sāṃkhya, le son (śabda) est l'objet de perception (tanmātra) perçu par l'organe des sens (jñānendriya) appelé oreille (śrotra). Cet élément rudimentaire subtil est produit par l'organe interne désigné par ahaṃkāra et est la cause productrice du mahābhūta ākāśa (Éther).

### Table de correspondance
Cette table met en correspondance quinze principes (tattva) qui participent de la cosmologie et de la constitution de l'homme selon la philosophie du Sāṃkhya. Les jñānendriya sont en correspondance avec les tanmātra, mais non directement avec les mahābhūta. Ces derniers sont produits par les tanmātra.
| Organe de connaissance (jñānendriya) | Objet de perception (tanmātra) | Élément grossier (mahābhūta) |
| ------------------------------------ | ------------------------------ | ---------------------------- |
| śrotra (oreille)                     | śabda (son)                    | ākāśa (espace ou éther)      |
| tvak (peau)                          | sparśa (toucher ou contact)    | vāyu (air)                   |
| cakṣus (œil)                         | rūpa (forme)                   | tejas (feu)                  |
| jihvā (langue)                       | rasa (goût ou saveur)          | ap (eau)                     |
| ghrāṇa (nez)                         | gandha (odeur)                 | pṛthivī (terre)              |